# کواوتلا
کواوتلا (به اسپانیایی: Cuautla, Morelos) از شهرهای کشور مکزیک است که در ایالت مورلوس قرار دارد و جمعیت آن طبق سرشماری سال ۲۰۱۰ میلادی ۱۵۴٬۳۵۸ نفر بوده است.